# Lauren Hodges
Pour les articles homonymes, voir Hodges.
Lauren Hodges est une actrice américaine.

## Biographie
Elle quitte la maison familiale à l'âge de 16 ans et débute au théâtre à San Francisco. Elle est diplômée en histoire à l'université Columbia en 2008.

## Filmographie
- 1997 : Urgences : Gina
- 1998 : Beverly Hills : Lucy
- 1998 : Even the Losers
- 1999 : Associées pour la loi : Jenny Hutchinson
- 2000 : Freaks and Geeks : Mathlete
- 2000 : Malcolm : Beebee
- 2002 : Les Experts : Jill
- 2002 : My Guide to Becoming a Rock Star  : Josephine Delamo
- 2002 : Hôpital San Francisco : Beth
- 2004 : Amy : Lena Hansen
- 2005 : Jonny Zéro : Dora
- 2005 : New York, unité spéciale (saison 6, épisode 21) : Samantha Beavans
- 2006 : New York, police judiciaire : Tina Keith
- 2006 : The Architect : Jill
- 2009 : En analyse : Natalie (saison 2, deux épisodes)
- 2010 : Rubicon : Tanya MacGaffin
- 2011 : New York, section criminelle : Natalie Finnegan
- 2011 : L'Agence de George Nolfi : Robyn
- 2012 : NCIS : Enquêtes spéciales : Amanda Baylor
- 2015 : Un catcheur au grand cœur (Knucklehead) : Molly